# 5705 Ericsterken
5705 Ericsterken (1965 UA) là một tiểu hành tinh vành đai chính được phát hiện ngày 21 tháng 10 năm 1965 bởi H. Debehogne ở Uccle.